# Bernardino Scardeone
Bernardino Scardeone (Padova, 1482 – Padova, 29 maggio 1574) è stato un religioso e letterato italiano.

## Biografia

### Origini e formazione
Nacque in un'umile famiglia di artigiani, figlio di Angelo e di Giacoma Nardini. Per elevare le proprie origini riferì nel De antiquitate una discendenza dai da Carturo, del tutto inventata.
Era il secondo di sette tra fratelli e sorelle. Tra questi si citano Giovanni Maria, monaco olivetano a San Benedetto Novello, Giacomo, medico, e Vincenzo, chirurgo.
Della sua formazione si conosce poco. Egli stesso ricorda tra i propri maestri di diritto canonico Antonio Francesco Dottori, Alvise da Ponte, Pietro Can e Francesco Fazi; seguì inoltre le lezioni di dialettica tenute da Girolamo Malipiero Sassonia. Non conseguì tuttavia la laurea.

### Carriera ecclesiastica
Ricevette i quattro ordini minori nel 1497, il suddiaconato nel 1501, il diaconato nel 1502 e il sacerdozio nel 1505. L'anno seguente il vescovo di Padova Pietro Barozzi lo nominò rettore della chiesa di Murelle.
Trascorse il resto della sua esistenza dividendosi tra Murelle e Padova, dove continuava a risiedere la famiglia e dove manteneva importanti conoscenze; tra i suoi amici, si citano Marco Ungaro, Bartolomeo Callegari, Aurelio Scapin e Desiderio dal Legname, ma strinse rapporti anche con Alvise Corner e il suo circolo di letterati e artisti (come Gualtiero Dall'Arzere, che gli affrescò la casa in contrada San Leonardo), Francesco Bonafede ed Egnazio.
Tra l'8 febbraio e il 24 marzo 1519 fu in viaggio a Roma assieme a Scapin, Callegari e Ungaro, per dirimere in Curia alcune questioni sui benefici spettanti al primo. Pare che questa sia stata l'unica occasione in cui lo Scardeone si sia allontanato dal Veneto.
Nel 1540 ebbe l'incarico di confessore delle benedettine di Santo Stefano, che mantenne sino alla morte. Sicuramente prima del 2 febbraio 1551 ebbe il medesimo ruolo per le monache illuminate di Santa Maria Maddalena, fondato dall'amico Francesco Zacco per accogliere le prostitute pentite. Nel 1570, quando era già canonico della cattedrale divenne confessore anche delle monache di San Biagio.
Definito "dotto e piissimo" da Francesco Scipione Dondi dall'Orologio, sorprendono non poco i legami che intratteneva con alcune personalità dell'eterodossia veneta. Ad esempio, nel De Antiquitate incluse Pietro Speciale tra i più importanti letterati padovani, benché questi fosse stato condannato dall'Inquisizione a otto anni di carcere in quanto seguace di Martin Lutero.
Fu coinvolto anche nella vicenda di Francesco Spiera, avvocato cittadellese imparentato con i Nardini, cugini dello Scardeone di parte materna. Dopo aver abiurato pubblicamente la propria fede (1548), lo Spiera era stato ospitato a Padova proprio a casa di Giacomo Nardini. In questo periodo fu visitato da varie personalità, quali il vescovo Pietro Paolo Vergerio (il quale pure abbandonò la Chiesa Cattolica dopo averlo incontrato), il giurista Matteo Gribaldi Mofa, il medico Francesco Frigimelica e lo stesso Scardeone, il quale tentò invano di esorcizzare lo Spiera.
Questa vicinanza del sacerdote a Speciale a Spiera si spiega probabilmente con il fatto che entrambi erano nativi di Cittadella, da cui proveniva anche la madre dello Scardeone.
In ogni caso, queste frequentazioni non sollevarono alcun sospetto su di lui, tant'è vero che nel 1556 papa Paolo IV lo nominò canonico della cattedrale di Padova, succedendo al defunto Antonio Roberti. La scelta del pontefice, tuttavia, non fu universalmente condivisa: una parte del capitolo, quella composta da patrizi veneziani, non poteva accettare un homo novus di origini modeste, estremamente religioso e vicino al Carafa.
Nel 1562 rinunciò al titolo e alla prebenda canonicale, a causa dell'età avanzata, in favore dell'amico Giovanni Battista Rota.
Nel 1567 fu tra protagonisti dello scontro che oppose la componente padovana e quella veneziana del capitolo, in occasione dell'elezione del nuovo primicerio. Tentò inutilmente di far prevalere Vincenzo Malfatti contro Girolamo Diedo, che tuttavia ebbe la meglio potendo contare anche sul sostegno del vescovo Alvise Pisani e del legato pontificio Giovanni Antonio Facchinetti e dello stesso papa Pio V.
Testò il 16 novembre 1572, nominando suo erede il nipote Angelo, figlio del fratello Vincenzo. Morì il 29 maggio 1574 e fu sepolto nel monastero di Santo Stefano.

### Opere
Esordì in campo letterario nel 1531 quando, spronato da Ungaro, curò la pubblicazione di alcune opere del vescovo Barozzi (De modo bene moriendi, Consolatorii libri III, Officium ad deprecandam pestilentiam, Officium ad impetrandam pluviam, Officium ad aeris serenitatem poscendam).
Qualche tempo dopo dovevano essere pronti i sette libri del De castitate, il suo più importante lavoro a tema religioso: la lettera dedicatoria indirizzata al cardinale Giovanni Pietro Carafa (che, come ricorda l'autore stesso, aveva letto i libri già tempo addietro) riporta la data 4 ottobre 1538. Venne dato alle stampe solo nel 1542, forse perché lo Scardeone fu impegnato in uno scrupoloso lavoro di rifinitura stilistica, di cui sembra accennare Egnazio nella seconda epistola premessa all'opera - indirizzata al legato pontificio a Venezia Giorgio Andreasi.
Dall'esperienza di confessore scaturirono le successive opere religiose. Alle monache di Santo Stefano dedicò il trattato Nave evangelica esposta per la religione (1551) e una "lettera spirituale" (1556) che includeva la Sequenza de' morti, cioè una sua slombata traduzione in endecasillabi del Dies irae (testo pubblicato postumo nel 1575, come prologo degli Avvertimenti monacali di Gabriele Giolito de' Ferrari e ancora nel 1740 alla fine del Dialogo spiriturale di Bonsignore Cacciaguerra). Alle monache della Maddalena indirizzò la traduzione della Regola di santo Agostino posta nel libro delle sue Epistole, nell'epist. CIX insieme con l'espositione di Ugone di S. Vittore (1564, riedita nel 1671).
Giunto all'apice della sua carriera, nel 1560 riuscì a dare alle stampe, presso Nicolaus Episcopius iunior di Basilea, la sua opera più importante, il De antiquitate urbis Patavii et claris civibus Patavinis libri tres, in quindecim classes distincti. Si tratta di un dizionario biografico delle personalità di Padova, dall'epoca romana sino al 1559, con una premessa riguardante la storia, la geografia, i monumenti epigrafici e l'organizzazione religiosa della città. Sin dal titolo dovrebbe trattarsi di un'opera di storia antica, tuttavia le biografie più approfondite sono quelle contemporanee allo Scardeone, il che la rende tuttora una fonte storica di grande valore.